# 钝叶厚壳桂
钝叶厚壳桂（学名：Cryptocarya impressinervia），为樟科厚壳桂属下的一个植物种。